# Dibatag
Dibatag (Ammodorcas clarkei) je druh středně velké antilopy ze Somálského poloostrova. Svým vzhledem je podobná antilopě žirafí.

## Popis
Tato antilopa dosahuje délky těla okolo 155 cm. V kohoutku se výška pohybuje okolo 85 cm. Hmotnost této antilopy je 20 až 35 kg. Rohy mají pouze samci a jsou dlouhé 10 až 25 cm. Špičky rohů směřují dopředu. Barva těla je hnědošedá. Nohy a krk jsou dlouhé. Končetiny a čelo nesou hnědou barvu. Antilopy mají černý ocas, který v nebezpečí zvedají kolmo k zemi. 

## Chování
Dibatag je denní antilopa. Svým chováním je tato antilopa podobná antilopě žirafí. Žijí samostatně nebo v párech, vzácně je lze zastihnout i ve stádech až o 6 kusech. Svá teritorium si značí močí, trusem a výměšky žláz. O svá území spolu samci mnohdy bojují. 

### Potrava
Dibatag se živí především listy a mladými výhonky keřů. V období dešťu konzumují i mladé výhonky trav. Občas požírají i ovoce. Ve volné přírodě téměř vůbec nepijí.

### Rozmnožování
Dibatag dosahuje pohlavní dospělosti ve věku 12 až 18 měsíců. Namlouvání je podobné jako u antilopy žirafí. Březost trvá 6 až 7 měsíců a po této době se rodí 1 mládě. Většina porodů probíhá od září do listopadu, jsou však zaznamenány i v červnu nebo červenci.

## Rozšíření a ohrožení
Dibatag žije na Somálském poloostrově v jihovýchodní Etiopii a středním Somálsku. Žije v nadmořské výšce 200 až 1200 m n. m. Obývá zde křoviny a travnaté plochy, populace je odhadována na 2 800 jedinců. Tento počet se však stále snižuje. Dle IUCN je tento druh řazen jako zranitelný, je ohrožen lovem, válečnými konflikty, ztrátou biotopu v důsledku vysychání Afriky a také kvůli konkurenci s domácími zvířaty. V zoologických zahradách se nechová, neúspěšné pokusy o jeho chov učinila pouze zoo v Neapoli.